# 10神ACTOR
10神ACTOR（テンジンアクター）は、九州地方出身・在住のメンバーで結成された日本の男性タレント・俳優の集団。「10神アクター」と表記されることもある。
歌・ダンス・芝居を基軸に、テレビ・ラジオ番組やイベント出演など、福岡市を拠点に九州地方で活動する10人組のエンタテインメント・グループである。九州の才能をアジアへ送り込むためのプロジェクト9SPの所属グループ。

## 概要
2014年、福岡放送がソニー・ミュージックエンタテインメントと共同で、「地元愛を秘めた個性的な俳優」の発掘を目指したリアリティ・オーディション番組『10神アクター』を放送、同局が同年12月に放送するテレビドラマへの出演者を募った。
番組スタッフによる街頭スカウト約60名と、一般応募者約200名の中から20名が一次審査を通過。その多くは演技などの経験がない一般人であった。最終審査にて10名のドラマ出演メンバーが決定し、12月にドラマ『もう一度、クリスマス・イブ』に出演。以降、10人組のグループとして活動する。
2015年4月より冠レギュラー番組『10神ACTOR S2.0』の放送が始まる。また、同時期より福岡県のほかに長崎県、鹿児島県にてラジオのレギュラー番組も持つ。そして5月より定期公演『10神劇場』を開催する。冠レギュラー番組は同年10月より日本テレビ系列九州4局（福岡放送、長崎国際テレビ、熊本県民テレビ、鹿児島讀賣テレビ）ネットに拡大した。
このグループから、サカタケント、M4、M5、ガメニ兄弟（仮）、My Son、180s、などの派生ユニットも生まれている。2016年5月に新メンバーのMOTOが加わり11名となったが、2017年3月に澤栁亮介が卒業し10名に戻った。
10神ACTORワンマンライブ「さよなら、10神アクター ～発表ましまし☆～」（2019年8月16日、福岡サンパレス ホテル&ホール）にて坂田隆一郎の2020年春脱退を発表。
同ライブで新ユニットMeN from 9SP、TAi from 9SP、KO from 9SPが誕生したり、2019年5月にバンドDOGUNが結成されたりと、ユニットの派生も盛ん。
2020年9月のライブをもって坂田隆一郎が脱退し、9人になった。
2021年2月27日開催の『10神ACTOR LAST ONE MAN LIVE ～to the next stage~（Zepp Fukuoka）をもって解散することを発表。

## メンバー
五十音順
| 名前        | よみ                  | 生年月日と年齢         | 出身地                  |
| ----------- | --------------------- | ---------------------- | ----------------------- |
| 岡 進太郎   | おか しんたろう       | 1995年11月1日（29歳）  | 福岡県                  |
| 北田 祥一郎 | きただ しょういちろう | 1997年11月3日（27歳）  | 大阪府 (福岡県在住)     |
| 関岡 マーク | せきおか マーク       | 1991年12月29日（33歳） | フィリピン (福岡県在住) |
| 中島 裕貴   | なかしま ゆうき       | 1999年10月10日（25歳） | 福岡県                  |
| 馬越 琢己   | まごし たくみ         | 1993年8月15日（31歳）  | 福岡県                  |
| 松島勇之介  | まつしま ゆうのすけ   | 1996年11月17日（28歳） | 福岡県                  |
| 三岳 慎之助 | みつたけ しんのすけ   | 1991年5月24日（33歳）  | 長崎県 (福岡県在住)     |
| 山田健登    | やまだ けんと         | 1999年5月29日（25歳）  | 長崎県(福岡県在住)      |
| MOTO        | もと                  | 1998年10月11日（26歳） | タイ (福岡県在住)       |

### 派生ユニット
| ユニット名       | 参加メンバー | 参加メンバー | 参加メンバー | 参加メンバー | 参加メンバー | 参加メンバー | 参加メンバー | 参加メンバー | 参加メンバー | 参加メンバー |
| ユニット名       | 岡           | 北田         | 坂田         | 関岡         | 中島         | 馬越         | 松島         | 三岳         | 山田         | MOTO         |
| ---------------- | ------------ | ------------ | ------------ | ------------ | ------------ | ------------ | ------------ | ------------ | ------------ | ------------ |
| サカタケント     |              |              | ●            |              |              |              |              |              | ●            |              |
| ガメニ兄弟（仮） | (●)          | ●            |              | ●            |              |              | ●            | ●            |              |              |
| M4               |              |              |              | ●            |              | ●            | ●            | ●            |              |              |
| M5               |              |              |              | ●            |              | ●            | ●            | ●            |              | ●            |
| 志ノ塾           | ●            |              | ●            |              |              |              | ●            |              |              |              |
| 180s             |              | ●            |              |              |              |              | ●            |              |              |              |
| My Son           | ●            |              | ●            |              | ●            |              |              | ●            | ●            |              |
| DOGUN            |              |              | ●            |              |              |              |              |              |              | ●            |

### 元メンバー
| 名前        | よみ                  | 加入時期 | 活動終了時期 |
| ----------- | --------------------- | -------- | ------------ |
| 澤栁 亮介   | さわやなぎ りょうすけ | 結成当初 | 2017年3月    |
| 坂田 隆一郎 | さかた りゅういちろう | 結成当時 | 2020年9月    |

## 作品

### シングル
1. Chase Your Dream/Winter day（2014年12月）
「Chase Your Dream」 - ドラマ『もう一度、クリスマス・イブ』主題歌、「都心界」CMソング
「Winter day」 - ドラマ『もう一度、クリスマス・イブ』挿入歌
2. Dear Friends〜未来へ〜/君の隣 僕がいる（2015年4月）
「Dear Friends〜未来へ〜」 - 『10神アクター S2.0』テーマ・ソング
3. もっともっと上を向いて ずっとずっと忘れない/さよならありがとう（2015年4月）
4. フロンティア（2015年12月15日）
「フロンティア」 - 幕末時代劇『明日に向かって斬れ』主題歌、『10神アクター S4.0』テーマ・ソング
5. パクチー・ヘブン（10神ACTOR VS ワッキー）（2016年8月19日）
6. 未来地図（サカタケント from 10神ACTOR）（2016年8月19日）
7. 心の友（馬越琢己 from 10神ACTOR）（2016年8月19日）
8. 君の笑顔に すいとうと！（2016年11月25日）
「君の笑顔に すいとうと！」 - 『10神アクター S5.0』テーマ・ソング
9. ひたむきチェイサー（2017年6月16日）
10. 偶然は僕らのファストパス（サカタケント from 10神ACTOR）（2017年6月16日）
11. Zeals（2017年10月01日）
12. キミノモトへ（サカタケント from 10神ACTOR）（2017年10月01日）
13. 君と叶えたい夢があるから（2017年12月25日）
14. 負けんな！（サカタケント from 10神ACTOR）（2017年12月25日）

### ミニ・アルバム
1. SUMMER³（2015年8月4日）
「CHA!〜いいっちゃない?〜」 - 「YAMADAYA」CMソング
「マジだってSUMMER」- 『10神アクター S2.0』テーマ・ソング
2. SUMMER⁴（2017年8月1日）
3. ピボットターンで振り向いて（2018年3月13日）
4. 10神スパイ大作戦～コード・バリカタ～（2019年2月26日）
5. 君に贈るByeBye (2020年9月2日)

### アルバム
1. START / サカタケント from 10神ACTOR（2015年12月15日）
「ILY」- 『10神アクター S3.0』テーマ・ソング
「Winter day」 - ドラマ『もう一度、クリスマス・イブ』挿入歌
「マジだってSUMMER」- 『10神アクター S2.0』テーマ・ソング
2. 10神ACTOR / 10神ACTOR（2017年3月14日）
3. CHANGE IS CHANCE / サカタケント from 10神ACTOR（2018年8月21日）
4. 10神ACTOR九州ベストアルバム「5FIVE (ファイブ)」(2019年9月20日)

### DVD
1. 10神ACTORスペシャルドラマ「もう一度、クリスマス・イブ」（2015年11月25日）

2.君に贈るByeBye サンパレス盤(2020年9月2日)

### 写真集
1. WHITE（2016年1月11日）
2. BLACK（2016年6月4日）

## 定期公演
- 10神劇場（2015年5月～8月、天神劇場）
- 10神劇場（2015年9月～10月、BEAT STATION）
- 10神劇場（2015年11月、ライブハウスINSA）

## コンサート
- 10神ACTOR 1stワンマンLIVE ～見たいですか？僕らの全て。もう...これ以上...できません！！～（2016年5月1日、Zepp福岡）
- 10神ACTOR 2ndワンマンLIVE ～Special 2 Days of our 2 Years～（2017年3月25日、26日、福岡国際会議場メインホール）
- 10神ACTOR ワンマンLIVE in 熊本 ～くまもと、福きたる～（2017年10月01日、熊本 B.9V1）
- 10神ACTOR LIVE 2018 ～君と叶えたい夢がある～（2018年3月31日、4月1日、福岡市民会館大ホール）
- 草ケ谷遥海×サカタケント Live Tour 2018 Summer（2018年8月30日、FUKUOKA BEAT STATION、8月31日、大阪梅田シャングリラ、9月3日、Shinjuku BLAZE）
- 10神ACTOR 九州ツアー ～ついにキタばいッ俺らのターン!!～（2018年10月21日、DRUM Be-7、11月3日、CAPARVO HALL、11月17日、DRUM Be-0、12月8日、DRUM B.9 V1）
- 10神ACTORワンマンライブ「さよなら、10神アクター ～発表ましまし☆～」（2019年8月16日、福岡サンパレス ホテル&ホール）
- 9SP Kick Off Party ×10神ACTOR [5FIVE] Release Party（2019年9月10日、DRUM Be-1）
- 10神ACTOR ONE MAN LIVE「君に贈る Bye Bye -FINAL-」（2020年9月5日・6日、よしもと福岡 大和証券／CONNECT劇場）

## 舞台
- 志ノ塾、未来攻防戦！（2016年6月4日・5日、FFGホール）
- 志ノ塾、未来攻防戦！RETURNS（2016年11月25日・26日・27日、パピヨン24 ガスホール）
- 志ノ塾、未来攻防戦！THE WORLD（2017年6月16日・17日・18日、IMSホール）
- ピボットターンで振り向いて（2018年1月10日・11日・12日、13日、14日、パピヨン24 ガスホール）
- 10神ACTOR 第1回企画公演 with 人狼TLPT S「MISSION EPISODE 1 “FIRST CONTACT”」（2018年8月3日～8月12日、パピヨン24 ガスホール）
- 劇団番町ボーイズ☆×10神ACTORコラボ公演 スイーツボーイズ3rd「甘くはないぜ！3」(2019年2月2日～10日、中目黒キンケロシアター、16～17日、HEP HALL、21～24日、パピヨン24ガスホール）
- 劇団番町ボーイズ☆×10神ACTORコラボ公演 舞台「クローズZERO」(2019年5月23～26日、パピヨン24 ガスホール、6月1～2日、ABCホール、6月14～16日、草月ホール）
- 10神ACTORの超アドリブ！劇場vol.1 ～バイきんぐ西村さんとキャンプだホイ♪～（2019年8月24日、天神・イムズホール）
- 10神ACTORの超アドリブ！劇場vol.2 ～チョコレートパニック！～（2020年2月8日、天神・イムズホール）

## レギュラー

### バラエティ

#### 10神アクターシリーズ
- 2017年4月時点の基本放送時間
  - 水曜日 00:59 - 01:29（九州内=FBS 福岡放送、NIB 長崎国際テレビ、kkt! 熊本県民テレビ、KYT 鹿児島讀賣テレビ）
  - 金曜日 01:59 - 02:29（TeNY テレビ新潟、16日遅れ）

| タイトル                          | 放送期間               | 放送局（◎…制作幹事局） | 放送局（◎…制作幹事局） | 放送局（◎…制作幹事局） | 放送局（◎…制作幹事局） | 放送局（◎…制作幹事局） | 備考                        |
| タイトル                          | 放送期間               | FBS                    | NIB                    | kkt!                   | KYT                    | TeNY                   | 備考                        |
| --------------------------------- | ---------------------- | ---------------------- | ---------------------- | ---------------------- | ---------------------- | ---------------------- | --------------------------- |
| 10神ACTOR S2.0                    | 2015年4月 - 9月        | ◎                      |                        |                        |                        |                        |                             |
| 10神ACTOR S3.0                    | 2015年10月 - 2016年3月 | ◎                      | ●                      | ●                      | ●                      |                        | NNS九州ブロックネット開始   |
| 10神ACTOR S4.0                    | 2016年4月 - 9月        | ◎                      | ●                      | ●                      | ●                      |                        |                             |
| 神伝説を残す男たち 10神ACTOR S5.0 | 2016年10月 - 2017年3月 | ◎                      | ●                      | ●                      | ●                      |                        |                             |
| 神伝説を残す男たち 10神ACTOR      | 2017年4月 - 2017年9月  | ◎                      | ●                      | ●                      | ●                      | ●                      | TeNYは2017年4月21日放送開始 |
| 神伝説を残す男たち 10神ACTOR      | 2017年9月 - 2018年3月  | ◎                      | ●                      | ●                      | ●                      | ●                      |                             |
| 10神さまの言う通り!?              | 2018年4月 - 2018年9月  | ◎                      | ●                      | ●                      | ●                      | ●                      |                             |

#### 10神×○○ 先輩!ワンチャンください!
2018年秋改編でFBSは自社制作番組枠を縮小。10神ACTORの番組は月1回最終土曜（一部局は翌日曜）の放送に削減された。またテレビ新潟放送網への圏外ネットも終了となった。
| 回 | ○○に入るゲスト       | 放送日                                | 放送時間      | 放送時間       | 放送時間      | 放送時間       | 備考 |
| 回 | ○○に入るゲスト       | 放送日                                | FBS           | NIB            | kkt!          | KYT            | 備考 |
| -- | -------------------- | ------------------------------------- | ------------- | -------------- | ------------- | -------------- | ---- |
| 1  | ぐっさん（山口智充） | 2018年10月27日（kkt!は翌28日）        | 10:25 - 10:55 | 14:15 - 14：45 | 15:00 - 15:30 | 13:30 - 14：00 |      |
| 2  | はるな愛             | 2018年11月24日（KYTは翌25日）         | 10:55 - 11:25 | 10:55 - 11:25  | 10:55 - 11:25 | 16:25 - 16:55  |      |
| 3  | 竹内力               | 2018年12月15日（KYT、kkt!は翌週22日） | 10:55 - 11:25 | 10:55 - 11:25  | 16:30 - 17:00 | 16:25 - 16:55  |      |

#### ほっとけない！TV
2019年10月8日放送開始。毎週火曜日深夜0：55〜(RKB毎日放送) 2020年9月29日放送終了。

### 情報・ニュース
- バリはやッ!ZIP!（2016年4月～2020年9月、福岡放送） - 北田（月曜日 - 火曜日）、岡（水曜日 - 木曜日）
- バリはやッ!サタデー（2016年10月～2018年9月、福岡放送）- 馬越
- めんたいワイド（2016年4月～、福岡放送） - 三岳、坂田（不定期）

### ラジオ
- 10神ACTORのWE LOVE TENJIN（2015年4月～9月、LOVE FM） - メインパーソナリティ：馬越[6]
- 10神ACTORのおやっとさあWeekend（2015年4月～9月、エフエム鹿児島） - メインパーソナリティ：澤栁[4]
- 10神ACTORのColors of Music（2015年4月～9月、エフエム長崎） - メインパーソナリティ：三岳、山田[4]
- 10神ACTORのWE LOVE TENJIN S2.0（2015年10月～2016年3月、LOVE FM） - メインパーソナリティ：サカタケント（坂田、山田）
- 10神ラ族（2017年4月～2020年3月、KBCラジオ）-  メインパーソナリティー：坂田
- 米岡誠一・仲谷一志の午後のブルドッグ（2017年4月～9月、RKBラジオ）-  金曜日コーナーレギュラー：岡
- オトナビゲーション（2017年10月～、RKBラジオ）-  木曜日コーナーレギュラー：岡

### 雑誌
- 福岡Walker「10神ACTORのSWEETS開拓史」（2016年4月～2017年3月、KADOKAWA）

### 新聞連載
- スポーツ報知 九州版「10神10色」（2018年10月～、報知新聞社）

## 出演

### テレビドラマ
- スペシャルドラマ『もう一度、クリスマス・イブ』（2014年12月24日、福岡放送） - 10神ACTOR
- 幕末時代劇『明日に向かって斬れ』（2016年1月30日、福岡放送） - 10神ACTOR
- 『マネーの天使〜あなたのお金、取り戻します!〜』最終話（2016年3月24日、読売テレビ） - 松島
- 7人の夫-劇団ヘラクレスの掟NextStage- 第２話・第３話（2018年10月-11月、東海テレビ）- 岡、馬越
- 10神スパイ大作戦～コード・バリカタ～（2019年1月～3月、福岡放送） - 10神ACTOR[7]
- FBS開局50周年スペシャルドラマ『天国からのラブソング』（2020年3月15日、福岡放送） - 北田、坂田、中島、山田

### 舞台（客演）
- 天神開拓史（2015年6月、西鉄ホール） - 岡、澤栁、関岡、馬越、三岳[8]
- ソラオの世界（2016年7月、Zeppブルーシアター六本木） - 三岳
- 奪われた手紙 -福岡公演- （2016年9月、甘棠館SHOW劇場） - 岡
- 星降る夜になったら（2017年5月、キャナルシティ劇場） - 馬越
- 奪われた手紙 -北九州公演- （2017年8月、枝光本町商店街アイアンシアター） - 岡
- 人狼 ザ・ライブプレイングシアター『#29:MISSION III The American Job』（2018年6月30日、全労済ホール／スペース・ゼロ） - 松島（ゲスト出演）
- おっす！川中島ッ！（2018年10月、甘棠館SHOW劇場） - 北田、関岡
- ナイス・コントロール（2019年7月、イムズホール）- 三岳
- 好色一代女（2019年8月、9月、甘棠館Show劇場）- 岡
- WE ARE THE CHAMPIONS！（2019年12月、博多座）- 岡、北田、関岡、MOTO

- 劇団番町ボーイズ☆
  - 第3回本公演『HOME ～魔女とブリキの勇者たち～』（2015年11月、草月ホール） - 松島
  - 第4回本公演 with 人狼TLPT S『天下統一恋の乱 Love Ballad ～序章～』（2016年10月、全労済ホール／スペース・ゼロ） - 松島
  - 第10回本公演『クローズZERO』 （2017年11月、12月、CBGKシブゲキ!!） - 坂田、松島、三岳

- 劇団TEAM-ODAC
  - 第20回本公演『saigoノbansan（2016）』（2016年3月、全労済ホール／スペース・ゼロ） - 松島
  - 第24回本公演『BLACK10・改』（2017年7月、草月ホール） - 松島
  - 第28回本公演『猫と犬と約束の燈』 （2018年2月、草月ホール） - 坂田、松島
  - 第30回本公演『猫と犬と約束の燈2018-夏』 （2018年7月、全労済ホール／スペース・ゼロ） - 岡、坂田、松島
  - 第32回本公演『小さな結婚式～いつか、いい風は吹く～（2019）』（2019年5月、大阪ビジネスパーク円形ホール、全労済ホール／スペース・ゼロ） - 関岡
  - 第35回本公演 『岸和田少年愚連隊 〜あの頃のハートは今もある〜2020年 秋の陣』（2020年11月、スペース・ゼロ）-馬越、三岳

- 劇メシ
  - キツネたちが円舞る夜（2017年9月、イルコルティーレ福岡） - 岡、関岡、馬越
  - あさきゆめみし 恋は化学!?（2018年6月、ONE DROP／イルコルティーレ福岡） - 岡、関岡、馬越
  - ラブレボリューションNo.1（2019年4月、イルコルティーレ福岡） - 岡、北田、関岡、馬越

- ハイパープロジェクション演劇「ハイキュー!!」
  - "飛翔"（2019年11月、12月、TDCホール、大阪メルパルクホール、多賀城市民会館大ホール、日本青年館ホール）- 松島
  - "最強の挑戦者（チャレンジャー）"（2020年3月、TDCホール）- 松島

- ミュージカル『新テニスの王子様』The First Stage

（2020年12月~2月、日本青年館ホール、メルパルクホール、日本青年館ホール）-松島、山田